# Zolote, Dubrovîțea
Zolote (în ucraineană Золоте) este un sat în comuna Liudîn din raionul Dubrovîțea, regiunea Rivne, Ucraina.

## Demografie
Componența lingvistică a localității Zolote
     Ucraineană (99,51%)
     Alte limbi (0,33%)
Conform recensământului din 2001, majoritatea populației localității Zolote era vorbitoare de ucraineană (99,51%), existând în minoritate și vorbitori de alte limbi.